# Vosges du sud
Vosges du sud este o arie protejată (sit de importanță comunitară — SCI) din Franța întinsă pe o suprafață de 5.106 ha, integral pe uscat.

## Localizare
Centrul sitului Vosges du sud este situat la coordonatele 47°55′59″N 6°55′41″E / 47.93306°N 6.92806°E.

## Înființare
Situl Vosges du sud a fost declarat arie specială de conservare în baza directivei 92/43 din 1992 referitoare la conservarea habitatelor naturale și a faunei și florei sălbatice pentru a proteja 1 specie de plante și 7 specii de animale.

## Biodiversitate
Situată în ecoregiunea continentală, aria protejată conține 19 habitate naturale: Păduri pe pante, grohotișuri și ravene de Tilio-Acerion, Pante stâncoase silicioase cu vegetație casmofită, Păduri aluvionare cu Alnus glutinosa și Fraxinus excelsior (Alno-Padion, Alnion incanae, Salicion albae), Turbării active, Păduri acidofile de Picea de la nivel montan la nivel alpin (Vaccinio-Piceetea), Fânețe de joasă altitudine (Alopecurus pratensis, Sanguisorba officinalis), Formațiuni ierboase bogate în specii de Nardus, dezvoltate pe substraturi silicioase în zone montane (și în zone submontane, în Europa continentală), Lacuri și iazuri distrofice naturale, Cursuri de apă de la nivel de câmpie la nivel montan, cu vegetație Ranunculion fluitantis și Callitricho-Batrachion, Pajiști cu Molinia pe soluri calcaroase, turboase sau argilos-nămoloase (Molinion caeruleae), Grohotișuri silicioase de la nivelul montan până la nivelul zăpezii (Androsacetalia alpinae și Galeopsietalia ladani), Păduri de fag subalpine medio-europene cu Acer și Rumex arifolius, Mlaștini turboase de tranziție și turbării mișcătoare, Fânețe montane, Pajiști uscate europene, Mlaștini împădurite, Păduri de fag Luzulo-Fagetum, Păduri de fag Asperulo-Fagetum, Liziere de ierburi înalte hidrofile de câmpie și de nivel montan până la alpin.
La baza desemnării sitului se află mai multe specii protejate:
- plante (1): Bruchia vogesiaca
- mamifere (5): castor (Castor fiber), râs eurasiatic (Lynx lynx), liliac cu urechi mari (Myotis bechsteinii), liliac cărămiziu (Myotis emarginatus), liliac comun (Myotis myotis)
- pești (2): zglăvoacă (Cottus gobio), cicar (Lampetra planeri)

Pe lângă speciile protejate, pe teritoriul sitului au mai fost identificate 29 de specii de plante, 20 de specii de păsări, 4 specii de amfibieni, 11 specii de mamifere, 33 de specii de nevertebrate, 2 specii de pești, 6 specii de reptile.